# Torymus philippii
Torymus philippii är en stekelart som först beskrevs av Hoffmeyer 1929.  Torymus philippii ingår i släktet Torymus och familjen gallglanssteklar. Inga underarter finns listade i Catalogue of Life.